# Thomas Kretschmann
Thomas Kretschmann (Dessau, 1962. szeptember 8. –) német színész.
Kretschmann számos történelmi, főként második világháborús témájú filmből ismert, szerepelt többek között a Sztálingrád, A zongorista, A bukás – Hitler utolsó napjai, valamint a Valkűr című alkotásokban. Egyik legismertebb alakítása ezeken kívül Strucker báró a Marvel-moziuniverzum filmjeiben. Elsőként a 2014-es Amerika Kapitány: A tél katonája című filmben tűnt fel ebben a szerepben, ezt követte a Bosszúállók: Ultron kora (2015).
A fentiek mellett 2011-ben szinkronizált a Verdák 2. című filmben, illetve fontosabb szerepe volt a 2005-ös King Kong-ban.

## Élete és pályafutása
Kretschmann 1962. szeptember 8-án született Dessau-ban, a Német Demokratikus Köztársaságban. Mielőtt színészi pályára lépett volna, olimpikon úszónak készült. 19 éves korában elmenekült az NDK-ból. 
25 évesen kezdett el színészkedni.

## Filmográfia

### Film
| Év   | Magyar cím                       | Eredeti cím                                    | Szerep                             | Magyar hang           |
| ---- | -------------------------------- | ---------------------------------------------- | ---------------------------------- | --------------------- |
| 1992 | Felhők közül a nap               | Shining Through                                | férfi a zürichi stadionban         |                       |
| 1992 |                                  | Krigerens hjerte                               | Maximillian Luedt hadnagy          |                       |
| 1993 | Sztálingrád                      | Stalingrad                                     | Hans von Witzland hadnagy          | Csankó Zoltán         |
| 1993 |                                  | Die Ratte                                      | Sven                               |                       |
| 1994 | Margó királyné                   | La Reine Margot                                | Nançay                             | Csík Csaba Krisztián  |
| 1996 | A Stendhal szindróma             | La sindrome di Stendhal                        | Alfredo Grossi                     | Bede-Fazekas Szabolcs |
| 1996 |                                  | Marciando nel buio                             | Gianni Tricarico                   |                       |
| 1997 | Lovagok háborúja                 | Prince Valiant                                 | Thagnar                            | Háda János            |
| 2000 | U–571                            | U-571                                          | Wassner                            | eredeti nyelven       |
| 2000 | Greensails – A tenger angyala    | Green Sails                                    | Robert Fowler                      | Juhász György         |
| 2001 |                                  | Feindliche Übernahme – althan.com              | Robert Fernau                      |                       |
| 2001 |                                  | The Knights of the Quest                       | Vanni Delle Rondini                |                       |
| 2002 | Penge 2.                         | Blade II                                       | Damaskinos                         | Breyer László         |
| 2002 | A zongorista                     | The Pianist                                    | Wilm Hosenfeld százados            | Rékasi Károly         |
| 2004 | Az ellenség karmaiban            | In Enemy Hands                                 | Ludwig Cremer elsőtiszt            | Kárpáti Levente       |
| 2004 | Halhatatlanok                    | Immortel                                       | Alcide Nikopol                     | Háda János            |
| 2004 | A bukás – Hitler utolsó napjai   | Der Untergang                                  | Hermann Fegelein SS-vezérőrnagy    | Fazekas István        |
| 2004 | A Kaptár 2. – Apokalipszis       | Resident Evil: Apocalypse                      | Timothy Cain őrnagy                | Rosta Sándor          |
| 2004 | Nézz az égre!                    | Head in the Clouds                             | Franz Bietrich őrnagy              | Kapácsy Miklós        |
| 2005 | Jégország                        | Schneeland                                     | Aron                               |                       |
| 2005 | King Kong                        | King Kong                                      | Captain Englehorn                  | Sztarenki Pál         |
| 2006 |                                  | Grimm Love                                     | Oliver Hartwin                     |                       |
| 2006 | Mennyei prófécia                 | The Celestine Prophecy                         | Wil                                | Fekete Ernő           |
| 2007 | Next – A holnap a múlté          | Next                                           | Mr. Smith                          | Debreczeny Csaba      |
| 2007 |                                  | In Transit                                     | Max                                |                       |
| 2007 | Eichmann                         | Eichmann                                       | Adolf Eichmann                     | Csankó Zoltán         |
| 2007 |                                  | Why Men Don't Listen and Women Can't Read Maps | Paul                               |                       |
| 2008 | Wanted                           | Wanted                                         | Cross                              | Epres Attila          |
| 2008 | Transz-Szibéria                  | Transsiberian                                  | Kolzak                             |                       |
| 2008 | Valkűr                           | Valkyrie                                       | Otto Ernst Remer őrnagy            | Sztarenki Pál         |
| 2009 | Az ifjú Viktória királynő        | The Young Victoria                             | I. Lipót király                    | Bardóczy Attila       |
| 2009 |                                  | King Conqueror                                 | Tarragona érseke                   |                       |
| 2010 | Brilliáns meló                   | The Big Bang                                   | Frizer                             | Czvetkó Sándor        |
| 2011 | Verdák 2.                        | Cars 2                                         | Zündapp professzor (hangja)        | Lux Ádám              |
| 2011 |                                  | Dschungelkind                                  | Klaus Kuegler                      |                       |
| 2011 | Motel 3.                         | Hostel: Part III                               | Flemming                           | Kardos Róbert         |
| 2011 | Micsoda férfi                    | What a Man                                     | Jens                               |                       |
| 2012 | Drakula 3D                       | Dracula 3D                                     | Drakula                            |                       |
| 2013 | Sztálingrád                      | Stalingrad                                     | Peter Kahn százados                | Király Adrián         |
| 2013 |                                  | Open Grave                                     | Lukas                              |                       |
| 2013 |                                  | The Galapagos Affair: Satan Came to Eden       | Friedrich Ritter (hangja)          |                       |
| 2014 | Amerika Kapitány: A tél katonája | Captain America: The Winter Soldier            | Wolfgang von Strucker báró (cameo) | László Zsolt          |
| 2014 |                                  | Plastic                                        | Marcel                             |                       |
| 2014 | A közös szenvedély               | United Passions                                | Horst Dassler                      | Rákóczi Ferenc        |
| 2015 | Bosszúállók: Ultron kora         | Avengers: Age of Ultron                        | Wolfgang von Strucker báró         | László Zsolt          |
| 2015 | Hitman: A 47-es ügynök           | Hitman: Agent 47                               | Le Clerq                           | Csankó Zoltán         |
| 2016 | Afganisztáni víg napjaim         | Whiskey Tango Foxtrot                          | utas                               |                       |
| 2016 | Központi hírszerzés              | Central Intelligence                           | A vevő                             | Lux Ádám              |
| 2016 | Négyen a bank ellen              | Vier gegen die Bank                            | önmaga                             |                       |
| 2016 | Stratton                         | Stratton                                       | Grigory Barovsky                   | Széles László         |
| 2017 |                                  | The Blue Mauritius                             | Holtz                              |                       |
| 2017 | Dzsungel                         | Jungle                                         | Karl                               | Mihályi Győző         |
| 2017 | Taxisofőr                        | A Taxi Driver                                  | Jürgen Hinzpeter                   |                       |
| 2018 | Kegyetlen zsaruk                 | Dragged Across Concrete                        | Lorentz Vogelmann                  | Epres Attila          |
| 2018 | A hőlégballon                    | Balloon                                        | Seidel alezredes                   | Háda János            |
| 2018 |                                  | Discarnate                                     | Dr. Andre Mason                    |                       |
| 2020 | Anyára várva                     | Waiting for Anya                               | náci tizedes                       | Czvetkó Sándor        |
| 2020 | A Greyhound csatahajó            | Greyhound                                      | Grey Wolf kapitánya (hangja)       |                       |
| 2021 | Az árulás csapdájában            | American Traitor: The Trial of Axis Sally      | Joseph Goebbels                    | Czvetkó Sándor        |
| 2023 | Végtelen víztükör                | Infinity Pool                                  | Thresh nyomozó                     |                       |
| 2023 | Az utolsó őrszem                 | Last Sentinel                                  | Hendrich őrmester                  | Epres Attila          |
| 2023 | Indiana Jones és a sors tárcsája | Indiana Jones and the Dial of Destiny          | Weber ezredes                      | Csankó Zoltán         |
| 2023 | Gran Turismo                     | Gran Turismo                                   | Patrice Capa                       | Ifj. Fillár István    |
| 2023 |                                  | Deliver Us                                     | Saul atya                          |                       |
| 2024 |                                  | American Star                                  | Thomas                             |                       |
| 2024 | A csaj, aki képben van           | Upgraded                                       | Arnold Grant                       | Laklóth Aladár        |
| 2025 |                                  | Putin                                          | tábornok                           |                       |

### Televízió
| Év        | Magyar cím                                   | Eredeti cím                                 | Szerep                         | Megjegyzések                                               |
| --------- | -------------------------------------------- | ------------------------------------------- | ------------------------------ | ---------------------------------------------------------- |
| 1989      |                                              | Der Mitwisser                               | Paul                           | tévéfilm                                                   |
| 1990–1995 | Derrick                                      | Derrick                                     | Eberhard Kraus / Roland Ortner | 2 epizód                                                   |
| 1995      | Bűnös szerelem                               | Ich liebe den Mann meiner Tochter           | Michael                        | tévéfilm                                                   |
| 1997      | Cobra 11                                     | Cobra 11                                    | Robert Michalke                | 1 epizód                                                   |
| 1997      | Koldus és királylány                         | La principessa e il povero                  | Migal                          | - tévéfilm - magyar hangja: - Haás Vander Péter            |
| 1999      | Eszter, Perzsia királynője                   | Esther: The Bible                           | Ahasuerus király               | tévéfilm                                                   |
| 1999–2004 |                                              | Der Solist                                  | Philip Lanart                  | 4 epizód                                                   |
| 2003      | 24                                           | 24                                          | Max                            | 2 epizód                                                   |
| 2004      | Frankenstein: Újratöltve                     | Frankenstein                                | Victor Helios                  | tévéfilm                                                   |
| 2004      | Karate kutya                                 | The Karate Dog                              | Gerber                         | tévéfilm                                                   |
| 2005      | Félelem nélkül – II. János Pál               | Have No Fear: The Life of Pope John Paul II | II. János Pál pápa             | - tévéfilm - magyar hangja: - Viczián Ottó                 |
| 2007      |                                              | Bionic Woman                                | A férfi                        | 1 epizód                                                   |
| 2008      |                                              | Der Seewolf                                 | Wolf Larsen                    | tévéfilm                                                   |
| 2008      |                                              | Mogadischu                                  | Jürgen Schumann                | tévéfilm                                                   |
| 2009      | FlashForward – A jövő emlékei                | FlashForward                                | Stefan Krieger                 | 1 epizód                                                   |
| 2011      | A Laconia elsüllyesztése                     | The Sinking of the Laconia                  | Dönitz admirális               | - minisorozat (2 epizód) - magyar hangja: - Czvetkó Sándor |
| 2011      | A Köpeny                                     | The Cape                                    | Gregor                         | 1 epizód                                                   |
| 2012      | A folyó                                      | The River                                   | Kurt Brynildson százados       | 8 epizód                                                   |
| 2013–2014 | Drakula                                      | Dracula                                     | Abraham Van Helsing            | 10 epizód                                                  |
| 2017      | Berlini küldetés                             | Berlin Station                              | Otto Ganz                      | 4 epizód                                                   |
| 2018      | Babonák                                      | Lore                                        | Georg Reingruber felügyelő     | 1 epizód                                                   |
| 2019      | A kék könyv-projekt                          | Project Blue Book                           | Wernher von Braun              | 1 epizód                                                   |
| 2020      | Westworld                                    | Westworld                                   | Gerald                         | 1 epizód                                                   |
| 2020      | A tengeralattjáró                            | Das Boot                                    | Friedrich Berger               | 1 epizód                                                   |
| 2020      | Los Angeles-i rémtörténetek: Angyalok városa | Penny Dreadful: City of Angels              | Richard Goss                   | minisorozat (8 epizód)                                     |
| 2021      | Biohackerek                                  | Biohackers                                  | Baron von Fürstenberg          | 6 epizód                                                   |